# Kreisgrabenanlage Schönebeck

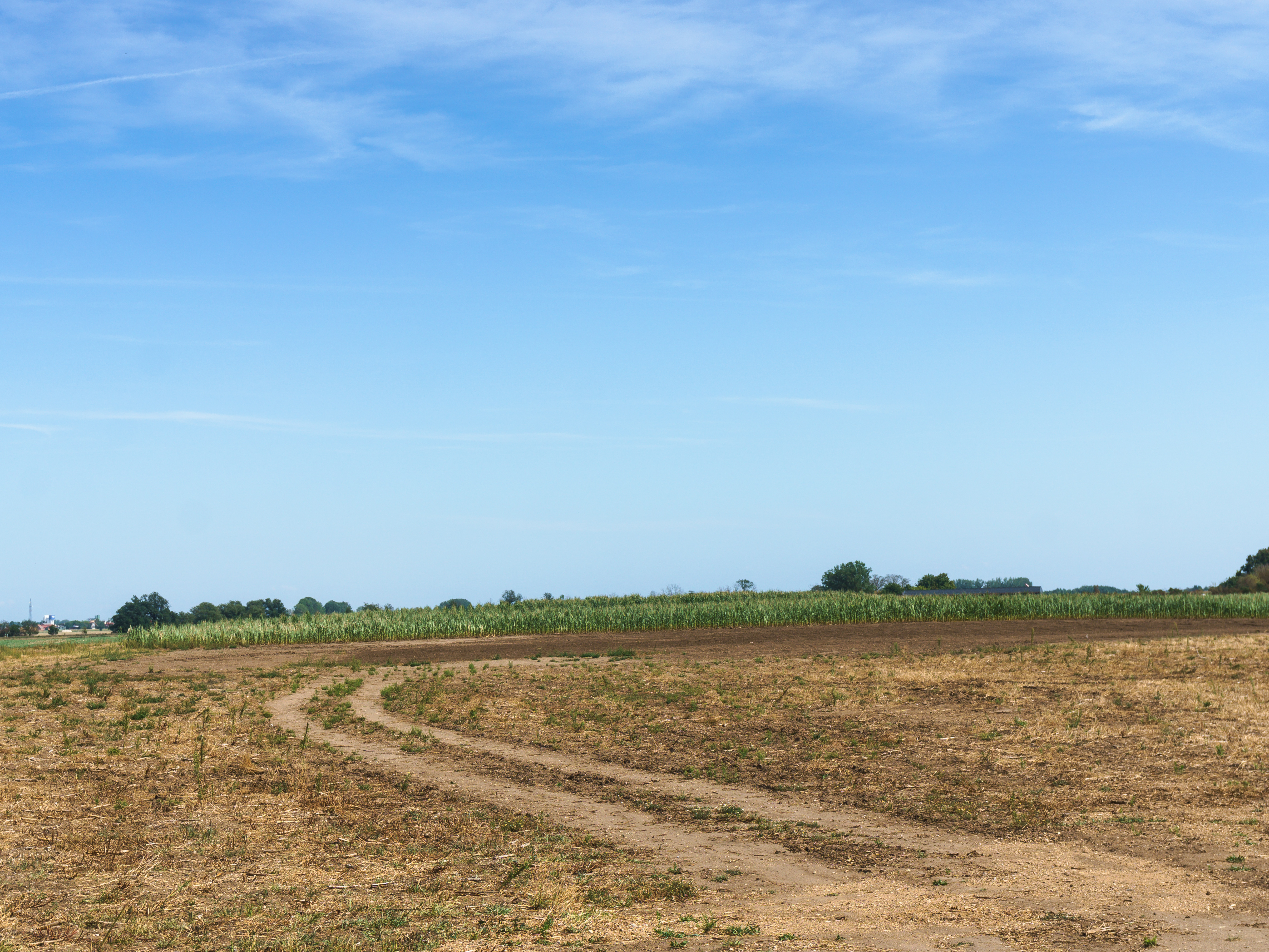
Schoenebeck Kreisgrabenanlage

Die Kreisgrabenanlage Schönebeck ist eine Kreisgrabenanlage der frühbronzezeitlichen Aunjetitzer Kultur bei Schönebeck (Elbe) im Salzlandkreis, Sachsen-Anhalt.

## Lage
Die Kreisgrabenanlage liegt in der Elbniederung bei Schönebeck auf einer flachen Anhöhe. Sie befindet sich 1,3 km nordwestlich der Kreisgrabenanlage von Pömmelte.

## Forschungsgeschichte
Die Anlage wurde 1991 bei einer Luftbildprospektion des Landesamtes für Denkmalpflege und Archäologie Sachsen-Anhalt entdeckt. 2005 erfolgte eine Probegrabung durch das Institut für Kunstgeschichte und Archäologien Europas der Martin-Luther-Universität Halle-Wittenberg unter der Leitung von André Spatzier. Die Grabung erfolgte auf einer Fläche von 35 × 13 m im Nordwesten. Im Mai 2011 begann eine großflächige Grabung des Landesamts und der Martin-Luther-Universität, bei der die Kreisgrabenanlage und ihr Umfeld untersucht wurden. Ähnlich wie in Pömmelte soll auch hier nach Abschluss der Grabungen eine Rekonstruktion der Anlage erfolgen.

## Befunde
Die Anlage besteht aus einem Doppelgraben mit einem Durchmesser von etwa 80 m. Sie besitzt zwei Öffnungen nach Nordwesten und nach Norden, wobei letztere erst bei einer geomagnetischen Untersuchung im Vorfeld der Grabung entdeckt wurde. Eine Hälfte des äußeren Grabens ist durch landwirtschaftliche Tätigkeit und Erosion zerstört. Beide Gräben wurden als Sohlgräben angelegt. Der innere hatte nur noch eine erhaltene Tiefe von 0,2 m und eine Breite zwischen 1,8 m und 2,3 m. Er war mit einem Humus-Kies-Gemisch verfüllt. Der äußere Graben hatte eine erhaltene Tiefe von 0,8 m und eine Breite zwischen 1,5 m und 2,5 m. Hier wurde eine mehrschichtige Verfüllung aus Humus und Humus-Kiesgemisch festgestellt. Im unteren Viertel und an den Grabenköpfen wurden Bänder aus Humus und aus einem Sand-Kies-Gemisch festgestellt. Zwischen den Grabenköpfen verlief ein vier Meter breiter Zugang ins Innere der Anlage, in dessen Mitte eine fundleere Grube gefunden wurde. Innerhalb der Gräben verlief zumindest entlang eines Teils des inneren Grabens eine Holz-Palisade.
Im Umfeld der Anlage erstreckt sich eine ausgedehnte Nekropole der späten Bronze- und frühen Eisenzeit. Unmittelbar vor dem äußeren Graben und diesen teilweise schneidend wurde bei der Ausgrabung ein kleiner ovaler Graben mit einem Durchmesser von 13 m freigelegt, der eine schmale Öffnung aufwies. In seinem Inneren wurde ein Raum festgestellt, der auf drei Seiten von ovalen Gruben begrenzt wurde.

## Funde
An Funden traten im Kreisgraben Knochen und Keramikscherben zutage. Aus den Scherben ließen sich eine Tasse, ein Becher und eine Schale rekonstruieren. Im Zentrum des kleinen ovalen Grabens wurde eine spätbronze-/früheisenzeitliche Keramikscherbe gefunden, direkt südlich des Grabens der untere Teil einer mit Leichenbrand gefüllten Urne.

## Datierung
Mittels Radiokarbonmethode konnten einige der Knochen auf 2150–1740 cal. BC datiert werden. Die Kreisgrabenanlage gehört damit in die frühe und die entwickelte Stufe der Aunjetitzer Kultur. Allein anhand der Keramik wäre die Datierung deutlich unsicherer gewesen, da es sich bei den rekonstruierten Gefäßen zwar um typische Formen der Aunjetitzer Kultur (2200–1600 v. Chr.) bzw. allgemein der frühen Bronzezeit handelt, sie kommen aber grundsätzlich auch schon in der endneolithischen Glockenbecherkultur vor.

## Filme
- Zweites Ringheiligtum bei Pömmelte entdeckt. kulturmd. In: YouTube. 10. September 2020, abgerufen am 9. August 2022.
- Neue Untersuchungen an der Kreisgrabenanlage Schönebeck | Himmelsscheibe plus. Landesmuseum für Vorgeschichte Halle. In: YouTube. 18. Juli 2024, abgerufen am 18. Juli 2024; der Film beschreibt die Grabungskampagne im Jahre 2020 des letzten Viertels des Areals.